# Hal Kanter
Pour les articles homonymes, voir Kanter (homonymie).
Hal Kanter est un scénariste, producteur et réalisateur américain né le 18 décembre 1918 à Savannah, Géorgie (États-Unis) et mort le 6 novembre 2011 à Encino (Los Angeles).

## Filmographie

### comme scénariste
- 1951 : Les Coulisses de Broadway (Two Tickets to Broadway) de James V. Kern
- 1952 : En route vers Bali (Road to Bali) de Hal Walker
- 1953 : Off Limits
- 1953 : Il y aura toujours des femmes (Here Come the Girls)
- 1953 : Money from Home
- 1954 : La Grande nuit de Casanova (Casanova's Big Night)
- 1954 : Romance sans lendemain (About Mrs. Leslie) de Daniel Mann
- 1955 : Artistes et Modèles (Artists and Models)
- 1955 : La Rose tatouée (The Rose Tattoo)
- 1957 : Amour frénétique (Loving You)
- 1958 : Once Upon a Horse...
- 1958 : Mardi Gras d'Edmund Goulding
- 1961 : L'Américaine et l'amour (Bachelor in Paradise)
- 1961 : Sous le ciel bleu de Hawaï (Blue Hawaii)
- 1961 : Milliardaire pour un jour (Pocketful of Miracles)
- 1963 : Pousse-toi, chérie (Move Over, Darling)
- 1965 : Chère Brigitte (Dear Brigitte)
- 1965 : Sally and Sam (TV)
- 1970 : La Fontaine des amours (Three Coins in the Fountain) (TV)

### comme producteur
- 1954 : The George Gobel Show (série télévisée)
- 1958 : Once Upon a Horse...
- 1964 : Valentine's Day (série télévisée)
- 1970 : Three Coins in the Fountain (TV)
- 1971 : All in the Family (série télévisée)
- 1971 : The Jimmy Stewart Show (série télévisée)
- 1974 : Chico and the Man (en) (série télévisée)
- 1976 : Joys (TV)

### comme réalisateur
- 1957 : Amour frénétique (Loving You)
- 1958 : I Married a Woman
- 1958 : Once Upon a Horse...
- 1970 : Three Coins in the Fountain (TV)
- 1980 : For the Love of It (TV)